# Rosa canina
Rosier des chiens, Rosier des haies, Églantier des chiens
Pour les articles homonymes, voir Rosier des haies et Églantier.
Espèce
Classification phylogénétique
Rosa canina L., le  Rosier des chiens, Rosier des haies ou Églantier des chiens, est une espèce de plantes à fleurs de la famille des rosacées. C'est un arbrisseau épineux très commun dans les régions tempérées de l'Ancien Monde. On le trouve dans les haies et les bois surtout en plaine. C'est une espèce de rosiers botaniques présentant de nombreux écotypes, toujours à fleurs simples. Il est utilisé comme porte-greffe pour des variétés de roses améliorées. Certains de ses hybrides sont des rosiers cultivés.

## Dénominations
- Noms vulgaires (vulgarisation scientifique) : Rosier des chiens, Rosier des haies, Églantier des chiens[1]. Le nom de « rosier des chiens » vient de la propriété attribuée autrefois à la racine de cette plante censée guérir les morsures de chiens enragés[2].
- Noms vernaculaires (langage courant), pouvant désigner aussi d'autres espèces : églantier, rosier sauvage, gratte-cul (nom donné au fruit de l'églantier et qui, par métonymie, peut désigner la plante entière[3]). Le terme « gratte-cul » évoque les poils de l'intérieur des fruits qui peuvent provoquer des démangeaisons.

## Description

### Appareil végétatif
L'églantier est un arbrisseau pouvant atteindre de 1 à 5 mètres  de haut, à tiges dressées, arquées, munies d'aiguillons recourbés très piquants. Elles sont munies de stipules développés.
Les feuilles alternes, composées, comprennent 5 à 7 folioles elliptiques dentées.
La plante est hermaphrodite. Sa floraison a lieu de mai à juillet. Les fleurs sont pollinisées par les insectes et les graines sont dispersées par les oiseaux.

### Appareil reproducteur
Les fleurs, ou églantines, de 4 à 5 cm de diamètre, ont une corolle simple à cinq pétales blanc rosé, et de nombreuses étamines. Elles sont souvent solitaires ou réunies en corymbes. Le réceptacle floral est creusé en forme d'urne (hypanthium) qui contient les carpelles velus.
Les fruits (cynorhodons, aussi appelés églantines ou familièrement gratte-culs,), de forme ellipsoïde, sont rouges et blets à maturité, vers le mois d'octobre. Ils ont de 1,5 à 2 cm de long. Ils sont en fait issus de la transformation du réceptacle floral (faux-fruit), qui contient les vrais fruits (akènes résultant de la transformation des carpelles).

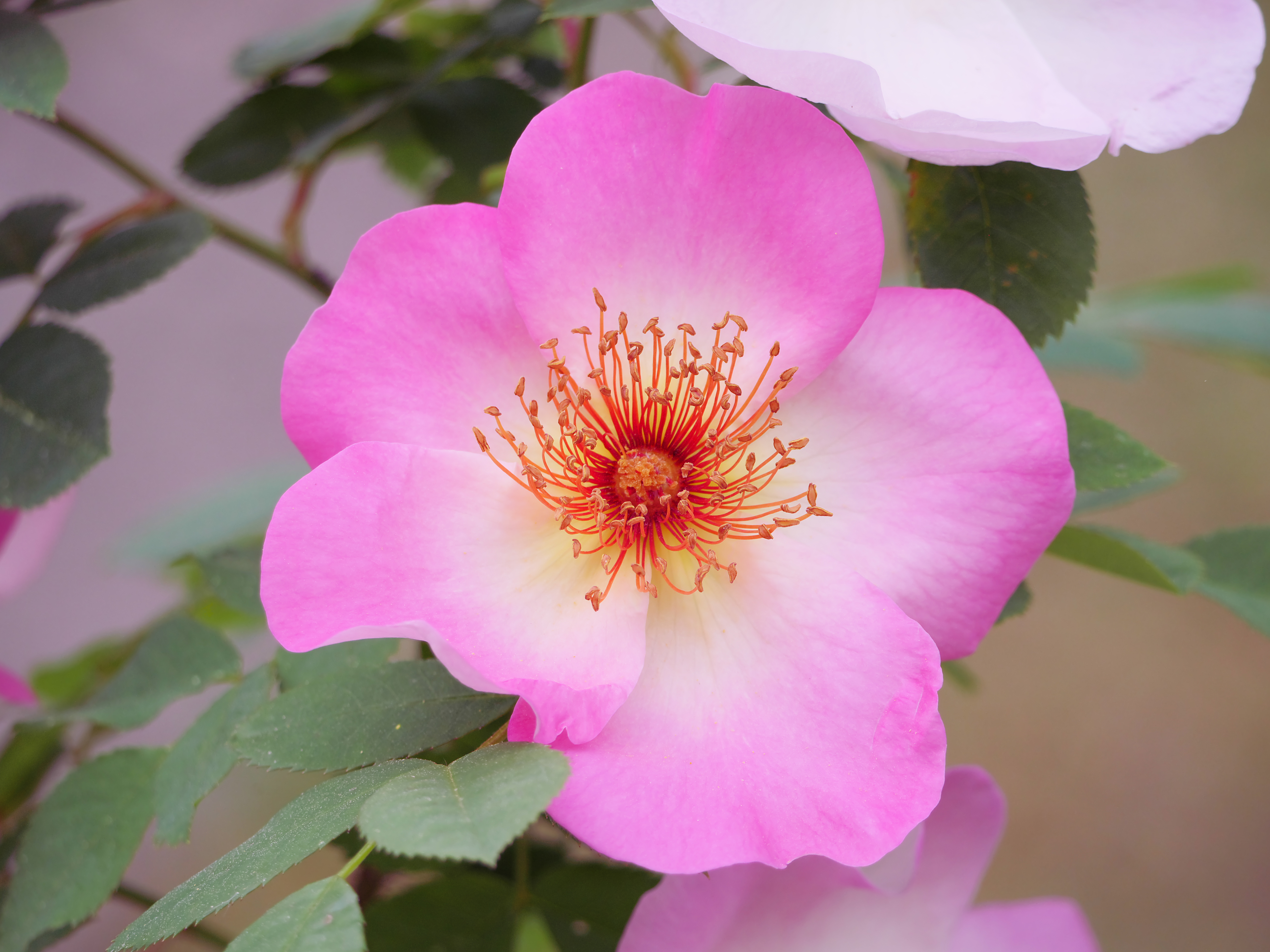
Fleur rosée.
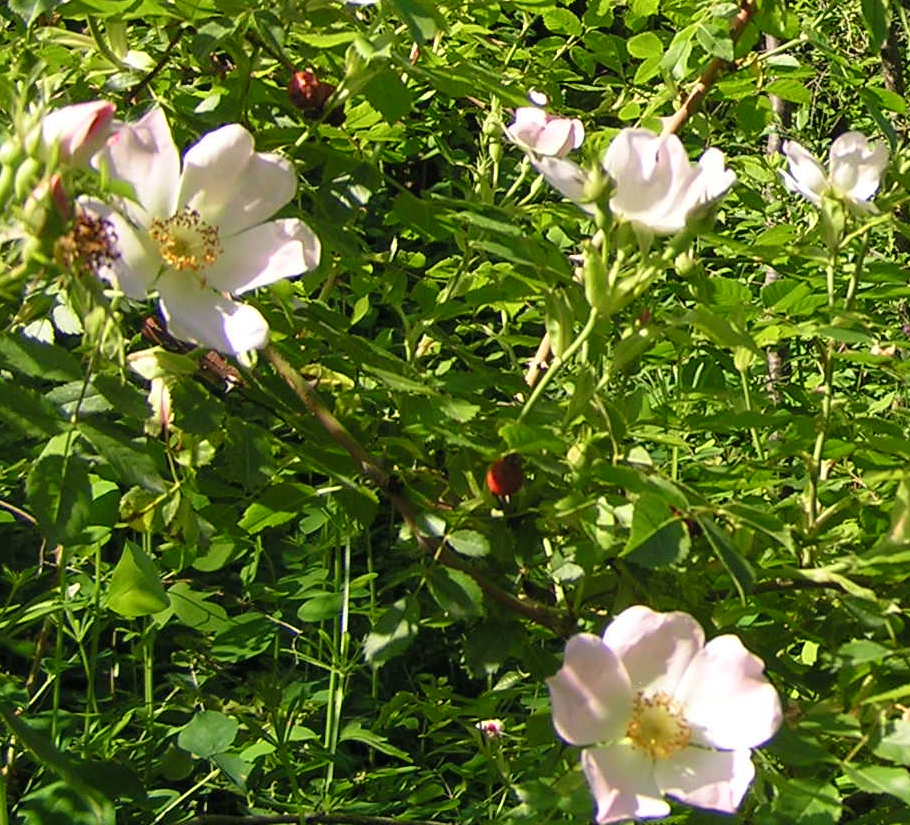
Fleurs.
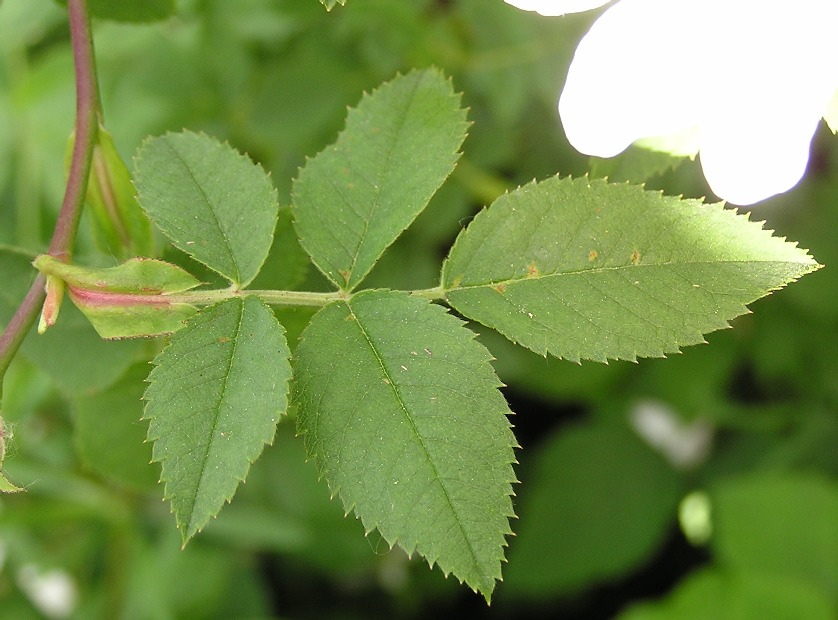
Feuille composée.
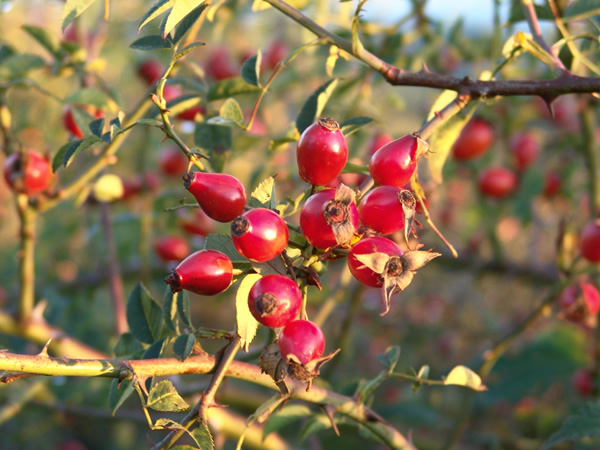
Cynorhodons.
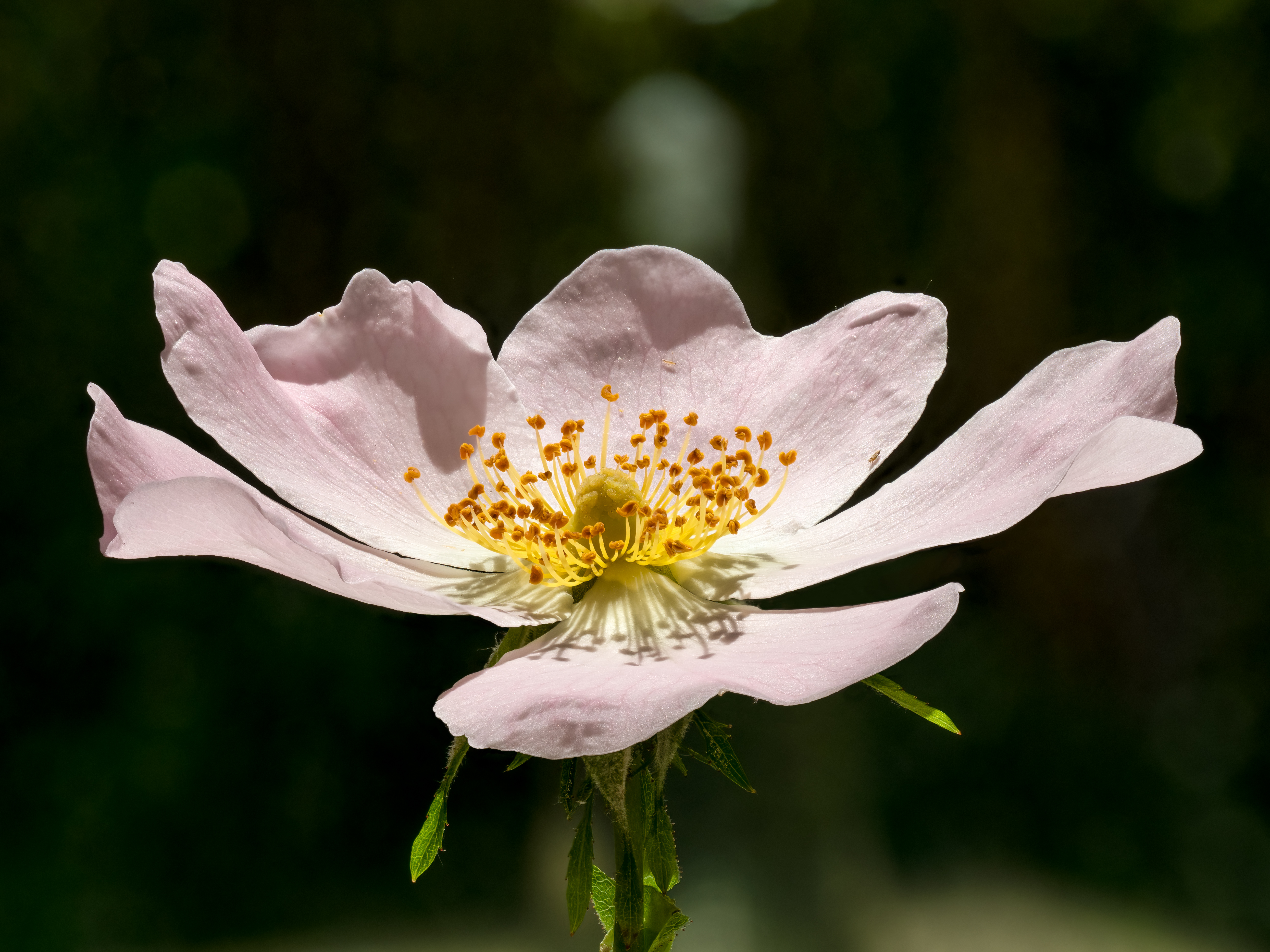
Fleur de rosa canina en Mai 2022.

## Propriétés
Le cynorhodon est très riche en sucres et en vitamine C. On en fait des confitures. Les fruits (akènes) et les poils contenus à l’intérieur du cynorhodon ont un effet très irritant au niveau de la peau et de la muqueuse. Leur contact provoque des démangeaisons insupportables (utilisation comme poil à gratter) et leur ingestion provoque un prurit anal très important (d’où le nom de gratte-cul). C'est à cause de ce fort pouvoir irritant qu'on classe parfois les cynorrhodons dans les fruits faiblement toxiques .
En forêt, l'espèce est très appréciée par les chevreuils.

## Répartition
L'espèce Rosa canina est originaire d'une vaste région, dans les zones tempérées de l'ancien monde, incluant : 
- l'Afrique du Nord et les îles Canaries et Madère ;
- l'Asie occidentale, Afghanistan, Iran, Irak, Palestine/Israël, Liban, Syrie, la région du Caucase et l'Asie centrale (Tadjikistan),
- le sous-continent indien (Pakistan) ;
- toute l'Europe, de la Méditerranée à la Scandinavie, y compris les îles Britanniques et la Russie

Elle a été naturalisée notamment en Amérique du Nord (États-Unis) et en Océanie (Australie, Nouvelle-Zélande).
Très commune partout ;
Jusqu'à 1 600 m : étage supraméditerranéen ; étages collinéen et montagnard ; 
subméditerranéenne (à tendance subatlantique).

### Données autécologiques
espèce héliophile ;
humus : mull carbonaté à mull mésotrophe ; sols riches en bases ; pH : basique à légèrement acide ; 
matériaux (purs ou caillouteux) : argiles, limons, alluvions sableuses ; 
espèces mésoxérophiles à mésophiles ; 
caractère indicateur : neutrocalcicole mésoxérophile.

## Variétés et hybrides deRosa canina
- Rosa canina ‘Andegavensis’, à feuilles glabres,
- Rosa deseglisei, un églantier d'Europe centrale à fleurs blanches,
- Rosa marginata et Rosa marginata ‘Brachyphylla’ d'Europe centrale et orientale à fleurs plus grandes,
- Rosa hibernica, hybride spontané irlandais (Rosa canina × Rosa pimpinellifolia type spinosissima),
- ‘Andersonii’, aux fleurs roses plus grandes que celles de Rosa canina,
- ‘Kiese’ (Kiese, 1910) : Rosa canina × ‘Général Jacqueminot’, aux fleurs simples ou semi-double rouges en corymbe ; très cultivé[7],
- Rosa canina froebelli : une variété de Rosa canina utilisée sous le nom de laxa comme porte-greffe pour les rosiers de jardin.

## Utilisation

### Porte greffe
Le Rosier des chiens servait de porte-greffe pour diverses variétés de rosiers, mais actuellement seules les variétés Rosa canina inermis (sans épines) et Rosa canina Pfänder (excellent pour les greffages de rosiers tiges) sont encore utilisées.
Des variétés horticoles ont été sélectionnées pour la culture ornementale.

### Fleurs
L'églantine est utilisée en parfumerie pour ses notes délicates, ou en eau-de-vie.
L'eau de fleur d'églantine (nesri en arabe), c'est-à-dire la production d'hydrolat de fleurs par entrainement à la vapeur est une spécialité amenée en Tunisie au XVIIe siècle par les andalous et encore pratiquée dans les villes de Testour et surtout de Zaghouan. Cette eau d'églantine est utilisée pour parfumer les patisseries traditionnelles comme par exemple des baklavas, mais surtout pour confectionner le kaâk warka au nesri, une célèbre spécialité de la ville de Zaghouan.
En médecine traditionnelle tunisienne, l'eau de fleurs d'églantine est utilisée en application cutanée comme cicatrisant, apaisant des rougeurs et antirides, et par ingestion comme tonique général et comme tonicardiaque ou régulateur léger du rythme cardiaque ("confort cardiaque"), ce qui semble confirmé par de rares études scientifiques.

### Fruits
Les fruits de cet églantier, ou cynorhodons, ont des emplois médicinaux et alimentaires. Très riches en vitamine C (20 fois plus que les agrumes), ils contiennent aussi des vitamines B et PP, de la provitamine A et des sels minéraux. Frais, ramollis par les premières gelées ou après une légère cuisson, ils forment une pâte qui se mange sucrée avec des laitages. Mais ils s'utilisent surtout en confitures, en sirops et en gelées. Séchés et réduits en poudre, ils servent en décoction pour des tisanes. Ils sont à la base du plat traditionnel tchèque et slovaque appelé šípková omáčka, sorte de ragoût de bœuf. La confiture d'églantine est également appelée Bùttemües en Alsace.
La pulpe des fruits est comestible (confiture) .

## Maladies
Le Rosier des chiens est résistant aux maladies. Il peut cependant souffrir, comme le rosier, d'une galle chevelue, dite bédégar, causée par un hyménoptère, le cynips du rosier (Diplolepis rosae).
Il peut également être parasité par un petit champignon, Phragmidium mucronatum (ordre des Pucciniales) qui provoque la rouille du rosier.

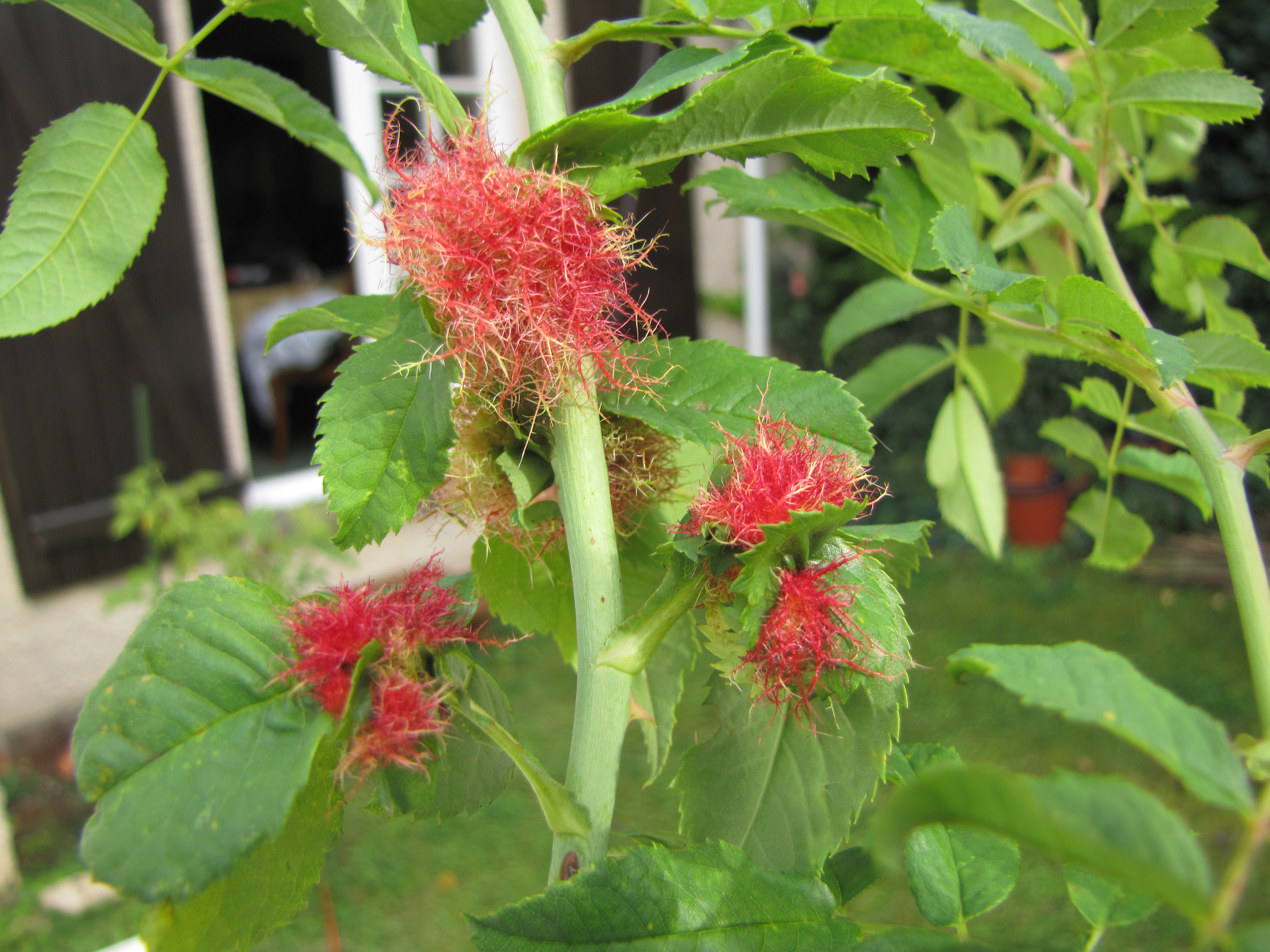
Galle de l'églantier.
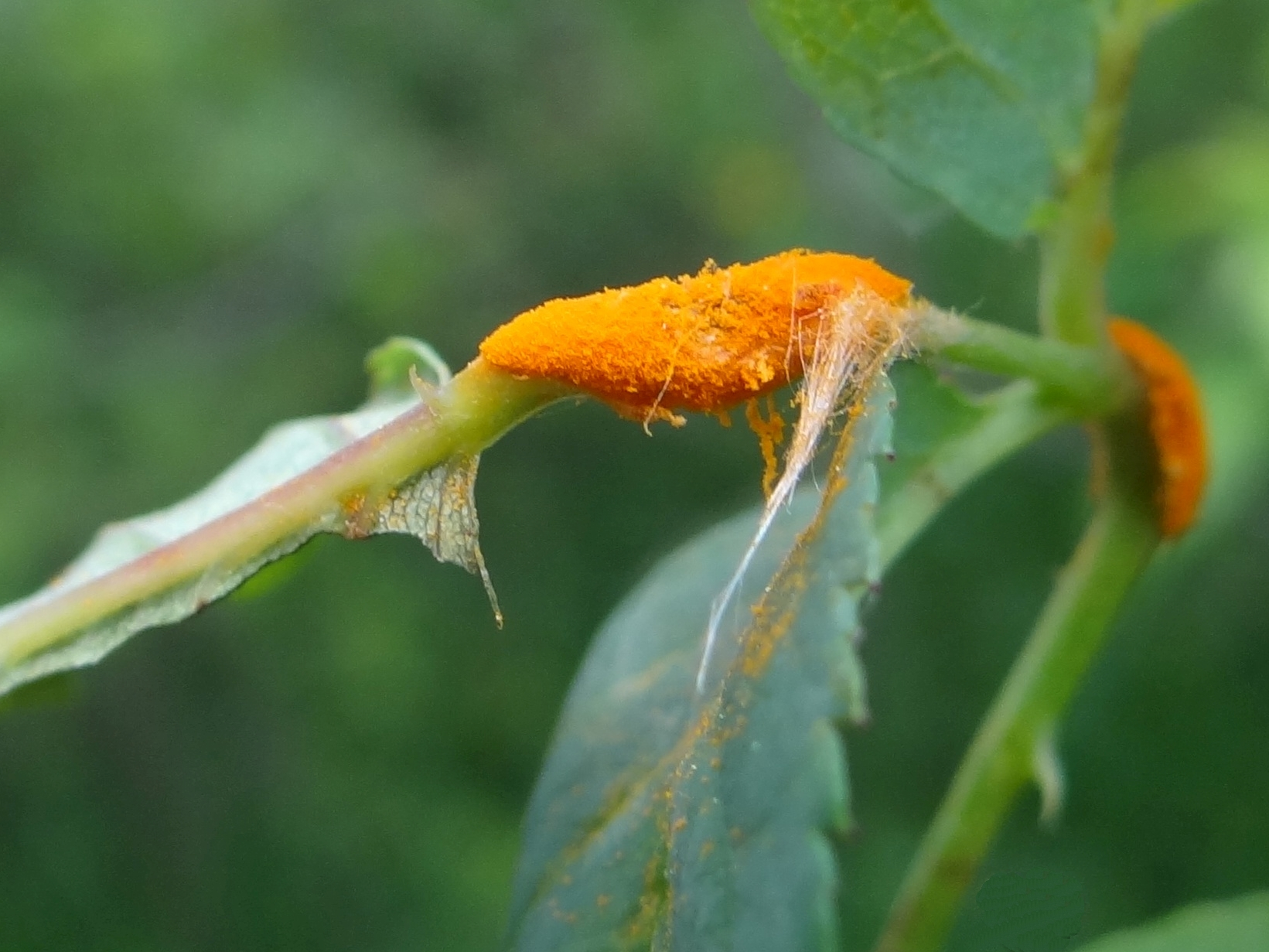
Rouille du rosier, Phragmidium mucronatum.

## Langage des fleurs
Dans le langage des fleurs, l'églantier symbolise l'amour et la poésie.